# Tschornaja (Schilka)
Die Tschornaja (russisch Чёрная („Schwarzer Fluss“)) ist ein linker Nebenfluss der Schilka in der Region Transbaikalien im asiatischen Teil Russlands.

## Verlauf
Die Tschornaja entsteht bei Sbeginskoje am Zusammenfluss ihrer beiden Quellflüsse, der Schwarze Urjum (Tschorny Urjum, links) und der Weiße Urjum (Bely Urjum, rechts). 
Die Fernstraße R297 überquert den Fluss kurz darauf. Die Tschornaja fließt in überwiegend südsüdöstlicher Richtung und mündet nach 76 km linksseitig in die nach Nordosten strömende Schilka, dem linken Quellfluss des Amur. Die Tschornaja entwässert ein Areal von 12.100 km². Der Jahresabfluss beträgt 1,54 km³.